# FC Lorient
Football Club Lorient-Bretagne Sud, mer känt som FC Lorient eller Lorient, är en fransk fotbollsklubb från Lorient, Bretagne. Klubben spelar sina hemmamatcher på Stade du Moustoir i Lorient. Klubben grundades år 1926.
Klubbens främsta merit är vinsten i Coupe de France år 2002, samt två finalplatser i Coupe de la Ligue och Trophée des champions (båda år 2002). De har också vunnit flera olika divisioner i det franska ligasystemet genom åren. 

## Tränare

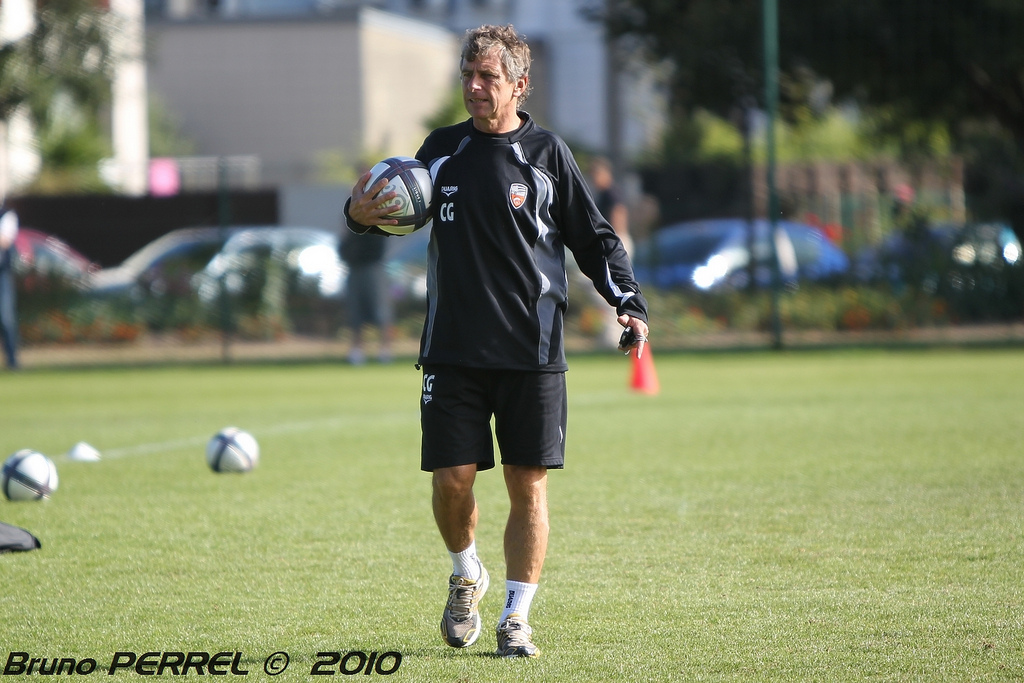
Christian Gourcuff

## Spelare

### Truppen
| Nr | Land            | Pos | Namn             |
| -- | --------------- | --- | ---------------- |
| 1  | Frankrike       | MV  | Matthieu Dreyer  |
| 2  | Brasilien       | F   | Igor Silva       |
| 3  | Tyskland        | F   | Moritz Jenz      |
| 4  | Frankrike       | F   | Loris Mouyokolo  |
| 5  | Madagaskar      | F   | Thomas Fontaine  |
| 6  | Frankrike       | MF  | Laurent Abergel  |
| 7  | Elfenbenskusten | A   | Stéphane Diarra  |
| 10 | Frankrike       | MF  | Enzo Le Fée      |
| 11 | Frankrike       | MF  | Quentin Boisgard |
| 13 | Nigeria         | A   | Terem Moffi      |
| 14 | Frankrike       | F   | Jérôme Hergault  |
| 15 | Frankrike       | F   | Julien Laporte   |
| 16 | Frankrike       | MV  | Teddy Bartouche  |

| Nr | Land       | Pos | Namn               |
| -- | ---------- | --- | ------------------ |
| 17 | Frankrike  | F   | Houboulang Mendes  |
| 18 | Frankrike  | MF  | Fabien Lemoine     |
| 20 | Frankrike  | F   | Samuel Loric       |
| 21 | Madagaskar | F   | Jérémy Morel       |
| 23 | Frankrike  | MF  | Thomas Monconduit  |
| 25 | Frankrike  | F   | Vincent Le Goff    |
| 27 | Österrike  | A   | Adrian Grbić       |
| 28 | Frankrike  | A   | Armand Laurienté   |
| 30 | Frankrike  | MV  | Paul Nardi         |
| 31 | Frankrike  | A   | Redwan Bourlès     |
| 34 | Frankrike  | MF  | Malamine Doumbouya |
| 36 | Frankrike  | F   | Léo Pétrot         |
| 40 | Frankrike  | MV  | Thomas Callens     |

### Utlånade spelare
| Nr | Land      | Pos | Namn                                             |
| -- | --------- | --- | ------------------------------------------------ |
|    | Frankrike | F   | Julien Ponceau (i Nîmes till 30 juni 2022)       |
|    | Frankrike | A   | Pierre-Yves Hamel (i Clermont till 30 juni 2022) |

| Nr | Land    | Pos | Namn                                       |
| -- | ------- | --- | ------------------------------------------ |
|    | Turkiet | A   | Umut Bozok (i Kasimpasa till 30 juni 2022) |